# Jo Stock
Jo Stock (* 15. September 1963 in Monheim am Rhein) ist ein deutscher Schauspieler und ehemaliger Fußball-Torwarttrainer.

## Als Torwarttrainer
Als Fußballtorhüter spielte Stock für den VfB 06 Langenfeld und den HSV Langenfeld.
Als Torwarttrainer war er von 2002 bis 2003 für die U19 des SC Fortuna Köln und danach von 2003 bis 2004 beim Kölner Fußballinternat tätig. Ab 2004 trainierte Stock die Torhüter des damaligen Oberligisten SV Babelsberg 03 und wechselte nach einer Saison 2005 zum Verbandsligisten Tasmania Berlin. 2007 verpflichtete ihn der Regionalligist 1. FC Magdeburg, mit dem er 2009 den Landespokal gewann. 2010 holte ihn der damalige Drittligist F.C. Hansa Rostock, mit dem er 2011 den Aufstieg in die 2. Bundesliga erreichte und den Landespokal gewann.
Von Juli 2011 bis Juni 2012 war Jo Stock als Torwarttrainer in der Nachwuchsakademie des F.C. Hansa Rostock tätig.
Es folgte eine Tätigkeit in der Juniorentorhüter-Talentförderung des Deutschen Fußball-Bunds und als Referent für Torwarttraining und Torwarttrainer-Aus- und Fortbildungen für den Landesfußballverband Mecklenburg-Vorpommern. Danach war er 2014 kurzzeitig Torwarttrainer der TSG Neustrelitz und anschließend beim südafrikanischen Erstligisten Free State Stars F.C. Von Februar 2015 bis Februar 2016 ist Jo Stock Torwarttrainer beim 1. FC Magdeburg, mit dem er am Ende der Saison 2014/15 in die 3. Liga aufstieg. Seit 2016 ist Jo Stock Inhaber der UEFA-Torwarttrainer A-Lizenz sowie der UEFA-Trainer-A-Lizenz (2006). Im Februar 2016 beendete Stock seine Tätigkeit als Torwarttrainer beim 1. FC Magdeburg aus gesundheitlichen Gründen. Es folgten anschließend noch seltene und sporadische Kurzeinsätze als Torwarttrainer der Nationalmannschaft Gambias und als Torwarttrainer Ausbilder für die Gambia Football Federation (GFF). 2020 beendete Jo Stock seine Laufbahn als Torwarttrainer.

## Als Schauspieler
Als Theaterschauspieler spielte Stock (Unterricht bei Martin Ankermann – Bühnenschauspiel 1997–99) unter anderem den Koloss im Klassenfeind sowie den Ede in der Dreigroschenoper am Kölner Schauspielhaus. Darüberhinausgehend wirkte er vor der Kamera (Unterricht bei M.K. Lewis – Hollywood Acting Workshop 1998–2002) in mehreren Fernsehfilmen (unter anderem Plötzlich Millionär, Freundinnen für immer) und Serien (unter anderem Pastewka, Gute Zeiten, schlechte Zeiten, Marienhof, SK Kölsch, SOKO Wismar, Der Fahnder, City Express) mit. Den Fußball mit dem Schauspiel verknüpfte Jo Stock, als er 2002 in Sönke Wortmanns Kinofilm Das Wunder von Bern die Rolle des deutschen Nationaltorhüters und Weltmeisters Toni Turek übernahm.